# Samuelis Baumgarte Galerie
Die Samuelis Baumgarte Galerie ist eine 1975 gegründete Kunstgalerie in Bielefeld.

## Geschichte
Die Galerie ging aus der 1975 von der Künstlerin und Galeristin Ruth Baumgarte unter dem Namen Das Fenster gegründeten Galerie hervor. 1985 übernahm Ruth Baumgartes Sohn Alexander Baumgarte das als Samuelis Baumgarte Galerie neu firmierte Unternehmen. 2005 zog die Galerie in eine ehemalige Bankfiliale um und verfügt nun über ca. 1000 Quadratmeter Ausstellungsfläche.
Die Galerie ist Mitglied im Bundesverband Deutscher Galerien und Kunsthändler und zeigt in wechselnden Ausstellungen international bekannte Positionen der Gegenwartskunst, Klassiker der Moderne sowie junge experimentelle Tendenzen. Dabei steht die medienübergreifende Präsentation etablierter und junger Kunst, aber auch die aktive Vermittlung der Künstler an Museen und Kunstinstitutionen im Vordergrund. Zwischen 1975 und 2020 gab es in der Galerie etwa 300 Einzel- und thematische Gruppenausstellungen. Im Artfacts-Ranking stand die Galerie 2020 unter den „Top-100“ für Deutschland, ist dort aber nicht unter den Top-10 angesiedelt, die auch anhaltend international wahrgenommen werden.
Die Galerie nimmt regelmäßig an nationalen Kunstmessen wie Art Cologne und Cologne Fine Art teil. 1998 erklagte sich die Galerie die Teilnahme an der Art Forum Berlin.

## Veröffentlichungen (Auswahl)
- Hommage zum 80. Geburtstag. Gemälde, Skulpturen und Zeichnungen, Fernando Botero. Bielefeld 2012, ISBN 978-3-000377488
- Die Natur des Menschen, Ernst Ludwig Kirchner, Bielefeld 2014, ISBN 978-3-00047869-7.
- Paintings and Printed Works 1991-2016, Julian Schnabel. Bielefeld 2017, ISBN 978-3-98181570-2.
- Werke aus fünf Jahrzehnten, Sam Francis. Bielefeld 2017, ISBN 978-3-98188401-2.
- One, two, four, Peter Zimmermann. Bielefeld 2018, ISBN 978-3-9818840-50
- Weltbilder oder Die Ironie der Dinge, Niki de Saint Phalle, Jean Tinguely. Bielefeld 2018, ISBN 978-3-98188403-6.
- Rhythmus, Licht und Farbe, Heinz Mack. Bielefeld 2018, ISBN 978-3-98188402-9.
- Informel, Karl Otto Götz, Bernard Schultze, Fred Thieler. Bielefeld 2019, ISBN 978-3-98188408-1.
- Wie das Alltägliche zur Kunst wird, Robert Motherwell. Bielefeld 2019, ISBN 978-3-98188407-4.
- Otto Piene – Lucio Fontana. Bielefeld 2019, ISBN 978-3-94850400-7.
- Karel Appel. Bielefeld 2020, ISBN 978-3-94850402-1.